# Schießplatz Rügenwalde-Bad
Koordinaten: 54° 24′ 13,3″ N, 16° 21′ 10,1″ O
Der Schießplatz Rügenwalde-Bad südwestlich von Rügenwaldermünde (seit 1936 als Stadtteil Rügenwalde-Bad von der Stadt Rügenwalde eingemeindet) in Hinterpommern ist ein historischer Schießplatz für schwere Artillerie der Wehrmacht, der im Zweiten Weltkrieg eine wichtige Rolle spielte, da dort schwere Geschütze großer Reichweite eingeschossen wurden, darunter auch Eisenbahngeschütze sowie die schwersten Geschütze der Militärgeschichte weltweit.
Bereits während des Ersten Weltkriegs war bei dem Hügel Darlowberg südwestlich von Rügenwaldermünde ein kleiner Militärflugplatz angelegt worden. 1935 wurde in der Nähe, in der Suckowschen Heide und in den benachbarten Kiefernwäldern südwestlich von Rügenwaldermünde, mit dem Bau eines groß angelegten Schießplatzes für schwere Geschütze begonnen. Der Schießplatz wurde über eine neue Asphaltstraße und über einen neuen Schienenstrang an das öffentliche Verkehrsnetz angebunden. In dem umzäunten Gelände, mit dessen Bewachung eine private Wach- und Schließgesellschaft beauftragt worden war, gab es zahlreiche Querstraßen und ein eigenes Schienennetz. Von Rügenwaldermünde aus war die Eingangspforte von der Parkstraße aus zu erreichen. Links neben dem Eingang befand sich die Baracke der Kommandantur, rechts gegenüber die einer Zweigstelle der Heeres-Neubauleitung. Das auf dem Schießplatz vorhandene Konglomerat von Verwaltungsgebäuden, wehrtechnischen Institutionen, Fabrikationsstätten, Werkstätten, Lagerhallen und Baracken glich in seinem flächenmäßigen Ausmaß einer Kleinstadt.
Zu den wehrtechnischen Einrichtungen des Schießplatzes gehörten unter anderem:
- vier Geschützstände
- ein Schießgerüst zur Aufnahme und zum Einschießen angelieferter Geschützrohre
- ein 14 Meter hoher Hebekran mit einer Nutzlast von 150 Tonnen, mit dessen Hilfe die Geschützrohre zwischen Eisenbahnwaggons und dem Schießgerüst hin und her transportiert werden konnten
- eine mit einem Eisenbahngleis ausgerüstete, in den Erdboden eingelassene Drehscheibe von ca. 35 Metern Durchmesser zur Aufnahme schwerer Eisenbahngeschütze
- ein 50 Meter hoher Beobachtungsturm
- eine Munitionsfabrik mit entsprechenden Fertigungshallen, in denen die Treibsätze der Geschosse gefüllt und die Projektile zusammengesetzt wurden
- eine Artillerie-Werkstatt
- mehrere Lagerhallen
- eine Sprechfunk-, Telegraphie- und Telemetriestation mit einem Antennenturm
- ein Ballistikinstitut zur Erfassung und Auswertung der bei den Testserien angefallenen ballistischen Messwerte.

Auf dem Schießplatz Rügenwalde-Bad wurden Geschützrohre mit einer Länge bis zu 47 Metern eingeschossen. Die routinemäßig getesteten Geschosse hatten ein Kaliber zwischen 15 cm und 28 cm und ein Gewicht zwischen 75 kg und 250 kg.
Für Geschütze großer Reichweite wurde ein Zielgebiet in der Ostsee in 80 km Entfernung im Seegebiet vor Großmöllen und Henkenhagen benutzt. Für Geschütze mit 120 bis 130 km Reichweite stand eine Zielgebiet in der Ostsee im Seegebiet vor Swinemünde und Dievenow zur Verfügung. Vor den Tests wurde der normale Schiffsverkehr vorgewarnt und mit Hilfe von Überwachungsschiffen von den Zielgebieten ferngehalten.
Getestet wurde unter anderem das 33 Meter lange K-5-Eisenbahngeschütz, dessen nominelle Reichweite bei 80 km lag. Die Projektile hatten das Kaliber 28 cm und wogen 250 kg, wovon rund 100 kg auf den Treibsatz entfielen. Um größere Reichweiten zu erzielen, konnte ein zusätzlicher Treibsatz hinzugefügt werden. An der Rückseite des auf der Drehscheibe verankerten Geschützes befand sich ein Kraftaggregat, das sowohl das Geschütz selbst als auch die Drehscheibe mit elektrischem Strom versorgte. In das Geschütz integriert war außerdem ein an seiner Rückseite befindlicher Hebekran, mit dem die Projektile an den Ladeschacht der Kanone transportiert werden konnten.
Auf dem Schießplatz Rügenwalde-Bad wurden unter anderem auch das schwere Geschütz Schwerer Gustav und Geschütze vom Typ Mörser Karl eingeschossen.
Der Schießplatz wurde häufig von Stabsoffizieren des Heeres, der Luftwaffe und der Marine besucht, unter anderem auch von Großadmiral Erich Raeder und den Marschällen Keitel und Rundstedt sowie mehrmals auch von Hermann Göring.
In einer geheimgehaltenen Aktion wurde der Schießplatz auch einmal überraschend von Adolf Hitler in Begleitung von Benito Mussolini besichtigt.
Gegen Kriegsende wurden die wichtigsten wehrtechnischen Anlagen und Ausrüstungen des Schießplatzes von der Wehrmacht gesprengt. Nach Kriegsende wurde der Schießplatz von der sowjetischen Armee benutzt. Später wurde er der polnischen Armee übergeben. In neuerer Zeit (2008) finden dort in regelmäßigen Abständen internationale Tagungen zum Themenkreis Wehrtechnik und internationale Sicherheit statt. Der benachbarte Militärflugplatz am Darlowberg ist nach wie vor in Betrieb.